# Neozygites slavi
Neozygites slavi är en svampart som beskrevs av S. Keller 2006. Neozygites slavi ingår i släktet Neozygites och familjen Neozygitaceae.   Inga underarter finns listade i Catalogue of Life.